# Kawasaki Ka 87
Dornier N là một loại máy bay ném bom, được thiết kế ở Đức trong thập niên 1920 và sản xuất ở Nhật Bản. Việc sản xuất ở Nhật Bản bắt đầu vào năm 1927, 28 chiếc được định danh là Kawasaki Ka 87 (còn gọi là Máy bay ném bom đêm Kiểu 87).

## Tính năng kỹ chiến thuật
Đặc điểm tổng quát
- Kíp lái: 4
- Chiều dài: 18.50 m (60 ft 8 in)
- Sải cánh: 26.80 m (87 ft 11 in)
- Chiều cao: 5.82 m (19 ft 1 in)
- Diện tích cánh: 121.0 m2 (1,300 ft2)
- Trọng lượng rỗng: 4.400 kg (9.700 lb)
- Trọng lượng có tải: 7.650 kg (16.900 lb)
- Powerplant: 2 × BMW VI, 447 kW (600 hp) mỗi chiêc

Hiệu suất bay
- Vận tốc cực đại: 180 km/h (112 mph)
- Tầm bay: 660 km (410 dặm)
- Trần bay: 5.000 m (16.400 ft)

Vũ khí trang bị
- 5 × súng máy
- 1 × quả bom 600 kg (1,320 lb)